# A Paradox Interactive játékainak listája
Ez a lista tartalmazza a Paradox Interactive által fejlesztett vagy kiadott számítógépes játékokat.
| Ábécé szerinti tartalomjegyzék                      |
| --------------------------------------------------- |
| A B C D E F G H I J K L M N O P Q R S T U V W X Y Z |

## A
- A Game of Dwarves (2012) — PC, PlayStation 3[1]
- Achtung Panzer: Kharkov 1943 (2010) — PC[2]
- Age of Wonders: Planetfall (2019) — PC, PlayStation 4, Xbox One[3]
- Ageod's American Civil War (2007) — PC[4]
- Airfix Dogfighter (2000) — PC[5]
- Ancient Space (2014) — PC[6]
- Arsenal of Democracy (2010) — PC[7]

## B
- BattleTech (2018) — PC[8]
- Birth of America (2006) — PC[9]
- Birth of America II: Wars in America (2007) — PC[10]

## C
- Chariots of War (2003) — PC[11]
- Cities in Motion (2011) — PC[12]
- Cities in Motion 2 (2013) — PC[13]
- Cities: Skylines (2015) — PC, PlayStation 4, Xbox One, Nintendo Switch[14]
- City Life 2008 Edition (2008) — PC[15]
- Combat Mission: Shock Force (2007) — PC[16]
- Commander: Conquest of the Americas (2010) — PC[17]
- Crown of the North (2003) — PC[18]
- Crusader Kings (2004) — PC[19]
  - Crusader Kings: Deus Vult (2007) — PC[20]
- Crusader Kings II (2012) — PC[21]
- Crusader Kings III (2020) — PC[22]
- Crusaders: Thy Kingdom Come (2008) — PC[23]

## D
- Dark Horizon (2008) — PC[24]
- Darkest Hour (2011) — PC[25]
- Defenders of Ardania (TBC) — PC[26]
- Diplomacy (2005) — PC[27]
- Dragonfire: The Well of Souls (2000) — PC[28]
- Dreamlords (2011) — PC[29]
- Dungeonland (2013) — PC[30]

## E
- East India Company (2009) — PC[31]
  - East India Company: Battle of Trafalgar (2009) — PC[32]
  - East India Company: Privateer (2009) — PC[33]
- East vs. West: A Hearts of Iron Game (törölve) - PC[34]
- Elven Legacy (2009) — PC[35]
  - Elven Legacy: Magic (2009) — PC[36]
  - Elven Legacy: Ranger (2009) — PC[37]
  - Elven Legacy: Siege (2009) — PC[38]
- Empire of Sin (2020) — PC, PlayStation 4, Xbox One, Nintendo Switch[39]
- Europa Universalis (2000) — PC[40]
- Europa Universalis II (2001) — PC[41]
- Europa Universalis II: Asian Chapters (2004) — PC[42]
- Europa Universalis: Crown of the North (2003)
- Europa Universalis III (2007) — PC[43]
- Europa Universalis IV (2013) — PC[44]
- Europa Universalis: Rome (2008) — PC[45]
  - Europa Universalis: Vae Victis (2008) — PC[46]

## F
- For the Glory (2009) — PC[47]
- Fort Zombie (2009) — PC[48]
- Frontline: Fields of Thunder (2007) — PC[49]

## G
- Galactic Assault: Prisoner of Power (2007) — PC[50]
- Galactic Civilizations II: Dread Lords (2006) — PC[51]
- Gettysburg: Armored Warfare (Q1 2012) — PC[52]

## H
- Heart of Empire: Rome (törölték) — PC[53]
- Hearts of Iron (2002) — PC[54]
- Hearts of Iron II (2005) — PC[55]
- Hearts of Iron III (2009) — PC[56]
- Hearts of Iron - The Card Game (2011) — PC[57]
- Hearts of Iron IV (2016) — PC[58]

## I
- Imperator: Rome (2019) — PC[59]
- Infinity Empire (2006) — PC[60]
- Impire (2013) — PC[61]

## K
- King Arthur (2009) — PC[62]
  - King Arthur: The Druids (2010) — PC[63]
  - King Arthur: The Saxons (2010) — PC[64]
- King Arthur II (2012) — PC[65]
- Knights of Honor (2004) — PC[66]
- Knights of Pen & Paper (2012) — PC[67]
- Knights of Pen & Paper 2 (2015) — PC

## L
- Lead and Gold (2010) — PC, PlayStation 3, Xbox 360[68]
- Legio (2010) — PC[69]
- Legion (2002) — PC[70]
- Leviathan: Warships (2013) — PC[71]
- Lionheart: Kings' Crusade (2010) — PC[72]
- Lost Empire (2007) — PC[73]
  - Lost Empire: Immortals (2008) — PC[74]

## M
- Magicka (2011) — PC[75]
  - Magicka: The Stars are Left (2011) — PC[76]
  - Magicka: The Other Side of the Coin (2012) — PC[77]
  - Magicka: Wizards of the Square Tablet (2013) — PC[78]
  - Magicka: Wizard Wars (2013) — PC[79]
- Magicka 2 (2011) — PC[80]
- Magna Mundi (törölték) — PC[81]
- Majesty: The Fantasy Kingdom Sim (2000) — PC[82]
- Majesty 2: The Fantasy Kingdom Sim (2009) — PC[83]
  - Majesty 2: Battles of Ardania (2010) — PC[84]
  - Majesty 2: Kingmaker (2010) — PC[85]
  - Majesty 2: Monster Kingdom (2010) — PC[86]
- March of the Eagles (2013) — PC[87]
- Mount & Blade (2008) — PC[88]
- Mount & Blade: Warband (2010) — PC[89]
- Mount & Blade: With Fire & Sword (2011) — PC[90]
- Mount & Blade: Napoleonic Wars (2012) — PC[91]
- Mutant Chronicles Online (törölték) — PC[92]

## N
- Napoleon's Campaigns (2007) — PC[93]
- Naval War: Arctic Circle (2012) — PC[94]

## P
- Penumbra: Black Plague (2008) — PC[95]
- Penumbra: Overture (2007) — PC[96]
- Penumbra: Requiem (2008) — PC[97]
- Perimeter: Emperor's Testament (2005) — PC[98]
- Pillars of Eternity (2015) — PC, PlayStation 4, Xbox One, Nintendo Switch[99]
- Pirates of Black Cove (2011) — PC[100]
- Pride of Nations (2011) — PC[101]
- Prison Architect (2015) — PC[102]

## R
- Restaurant Empire 2 (2009) — PC[103]
- Rise of Prussia (2010) — PC[104]
- Rush for Berlin (2006) — PC[105]

## S
- Salem (2011) — PC[106]
- Sengoku (2011) — PC[107]
- Ship Simulator Extremes (2010) — PC[108]
- Steel Division: Normandy 44 (2017) — PC[109]
- Silent Heroes (2006) — PC[110]
- Supreme Ruler 2020 (2008) — PC[111]
  - Supreme Ruler 2020: Global Crisis (2008) — PC[112]
- Supreme Ruler Cold War (2011) — PC[113]
- Starvoid (2012) — PC[114]
- Stellaris (2016) — PC, PlayStation 4, PlayStation 5, Xbox One, Xbox Series S, Xbox series X[115]
- Surviving Mars — PC, PlayStation 4, Xbox One[116]
- Sword of the Stars (2006) — PC[117]
  - Sword of the Stars: A Murder of Crows (2007) — PC[118]
  - Sword of the Stars: Argos Naval Yard (2009) — PC[119]
  - Sword of the Stars: Born of Blood (2008) — PC[120]
- Sword of the Stars II: The Lords of Winter (2011) — PC[121]
- Sword of the Stars II: Enhanced Edition (2012) — PC[122]

## T
- Take Command: 2nd Manassas (2006) — PC[123]
- Tarr Chronicles (2007) — PC[124]
- The Showdown Effect (2013) — PC[125]
- Trainz (2008) — PC[126]
- Two Thrones (2004) — PC[127]
- Tyranny (2016) — PC[128]

## U
- UFO: Extraterrestrials (2007) — PC[129]

## V
- Valhalla Chronicles (2003) — PC[130]
- Victoria (2003) — PC[131]
  - Victoria: Revolutions (2006) — PC[132]
- Victoria II (2010) — PC[133]
- Vampire: The Masquerade – Bloodlines 2 (TBA)— PC, PlayStation 4, PlayStation 5, Xbox One, Xbox Series S, Xbox series X

## W
- War of the Roses (2012) — PC[134]

- War of the Vikings (2014) — PC[135]
- Warlock: Master of the Arcane (2012) — PC[136]
- Warlock II: The Exiled (2014) — PC[137]
- Woody Two-Legs: Attack of the Zombie Pirates (2010) — PC[138]
- World War One (2008) — PC[139]